# José Sanfilippo
José Francisco Sanfilippo (Buenos Aires, 4 maggio 1935) è un ex calciatore argentino, di ruolo attaccante. Quinto miglior marcatore della storia della Primera División argentina con 226 reti in 330 partite, nonché al settimo posto dell'analoga classifica della Nazionale di calcio argentina con 21 gol in 29 presenze, è uno dei giocatori più rappresentativi della storia del San Lorenzo, club di cui è il miglior realizzatore di sempre.

## Caratteristiche tecniche
Giocava come centravanti. Abile tecnicamente, fu seguito e aiutato a migliorare le proprie capacità da René Pontoni durante la sua militanza nel settore giovanile del San Lorenzo; una sua giocata ricorrente era il tiro effettuato facendo passare il pallone sopra il piede del difensore avversario, in modo da impedire al portiere di anticipare la traiettoria della conclusione, spesso direzionata il più vicino possibile al palo. La sua vena realizzativa gli permise più volte di assommare più reti che partite giocate, facendolo risultare il capocannoniere del campionato argentino per quattro stagioni consecutive (dal 1958 al 1961).

## Carriera

### Club
Cresciuto nelle giovanili del San Lorenzo, debuttò con la prima squadra nel corso del campionato argentino 1953; al termine del suo primo torneo, aveva totalizzato due presenze e due reti. Già maggiormente partecipe al campionato nell'annata successiva, fu nel campionato argentino 1955 che Sanfilippo diventò un titolare fisso del sodalizio di Boedo; difatti, al termine di quel torneo le sue presenze erano ventinove, e le reti quattordici.

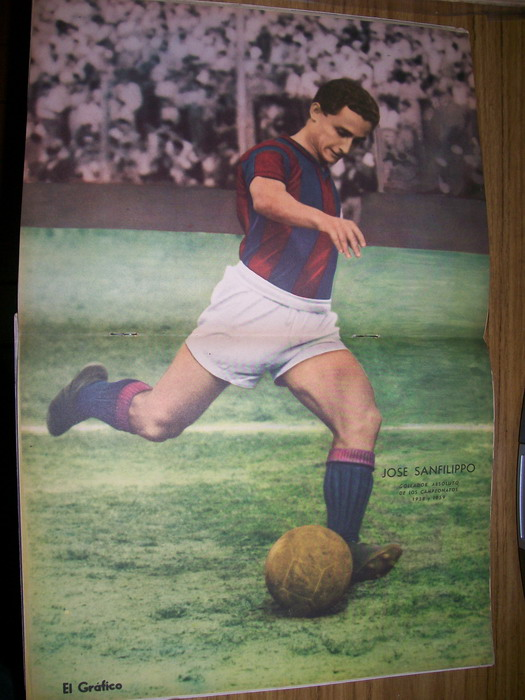
Sanfilippo con la maglia del San Lorenzo

 Nel 1957 il campionato terminò con il San Lorenzo al secondo posto, mentre la successiva annata il club si classificò terzo. Il 1959 vide dunque Sanfilippo annoverarsi tra i protagonisti del campionato argentino: le sue trentuno reti in trenta incontri permisero al San Lorenzo di vincere il titolo e a lui d'incoronarsi per la seconda volta in carriera capocannoniere del torneo, dopo le ventisette marcature dell'anno precedente. La stagione successiva fu fruttuosa per l'attaccante argentino, che superando il proprio record di marcature in una sola stagione (34 in 30 partite nel 1960), si laureò miglior cannoniere del sudamerica nell'anno solare. Il 1961 fu per lui l'ultimo anno come miglior marcatore d'Argentina; nel 1963 passò al Boca Juniors, ove diminuì la sua media-gol, mettendo a segno sette reti in venti partite, ma raggiunse la finale di Libertadores, tra l'altro aggiudicandosi il titolo di capocannoniere. Decise dunque di trasferirsi in Uruguay, mettendosi particolarmente in evidenza a fianco del compagno Bergara; alla sua prima stagione, realizzò tredici gol in dieci partite, ma durante un'amichevole si infortunò, saltando di conseguenza la parte finale della Coppa Libertadores 1964. Sempre durante il suo periodo al Nacional, fu il primo calciatore argentino ad assicurare i propri piedi. Passata anche la seconda annata con più reti che presenze, si risolse a far ritorno in patria, firmando per il Banfield, passandovi il biennio 1966-1967. Nel 1968 espatriò di nuovo, stavolta per giocare in Brasile: la prima società ad accoglierlo fu il Bangu, dello stato di Rio de Janeiro, con cui disputò undici partite nei tornei ufficiali. Il suo secondo club fu il Bahia; con la squadra di Salvador Sanfilippo rimase per un triennio, vincendo per due volte consecutive il campionato statale; al termine dei suoi anni brasiliani, tornò — oramai trentottenne — al San Lorenzo, dove mise a segno otto reti in ventotto partite; al termine della stagione, chiuse la carriera. Nel 1978 tornò brevemente a giocare in quarta divisione argentina con il San Miguel, ma una volta terminata l'annata concluse anche quest'ultima esperienza.

### Nazionale
Il rapporto con la Nazionale di Sanfilippo fu tutto sommato breve — si sviluppò nell'arco di cinque anni — ma comunque degno di nota, poiché prese parte a due edizioni del campionato mondiale di calcio (Svezia 1958 e Cile 1962), vinse il Campeonato Sudamericano di Perù 1957 e fu il capocannoniere di Ecuador 1959 con sei marcature. Convocato per la prima volta nel 1957, partecipò al Sudamericano tenutosi in Perù, esordiendo da titolare nella prima partita contro la Colombia. Il resto del torneo Sanfilippo lo trascorse quasi sempre in panchina, subentrando occasionalmente in finale di partita; riuscì comunque ad andare a segno nel 4-0 sull'Uruguay, realizzando il gol di chiusura dell'incontro tre minuti dopo aver fatto il suo ingresso in campo. Il commissario tecnico Guillermo Stábile lo incluse dunque nella lista dei convocati per il Mondiale del 1958: chiuso nel suo ruolo, però, Sanfilippo non calcò mai i campi svedesi. Non considerato dal terzetto Barreiro (suo ex allenatore al San Lorenzo)-Della Torre-Spinetto per il Sudamericano del 1959 in Argentina, fu reintegrato nei ranghi della selezione da José Manuel Moreno, per l'edizione dello stesso torneo in Ecuador. Questa competizione fu quella in cui Sanfilippo si mise maggiormente in mostra: stabilmente presente nell'undici di partenza della rappresentativa argentina, realizzò sei reti nel corso delle quattro partite disputate, imponendosi dunque come miglior marcatore del torneo. Ottenuti tali risultati, a Sanfilippo fu affidata la maglia numero dieci della Nazionale che prese parte al campionato del mondo 1962: il CT Juan Carlos Lorenzo lo schierò in due partite, e l'attaccante marcò la rete della bandiera durante Inghilterra-Argentina, giocatasi a Rancagua e terminata 3-1 per i britannici. In tutto Sanfilippo conta ventinove presenze e ventuno reti con la maglia della propria selezione nazionale, con una media realizzativa di 0,72.

## Palmarès

### Club

#### Competizioni nazionali
- Campionato argentino: 3

San Lorenzo: 1959, Metropolitano 1972, Nacional 1972

#### Competizioni statali
- Campionato Baiano: 2

Bahia: 1970, 1971

### Nazionale
- Giochi panamericani: 1

1955
- Campeonato Sudamericano de Football: 1

Perù 1957

### Individuale
- Capocannoniere della Primera División argentina: 4

1958 (28 gol), 1959 (31 gol), 1960 (34 gol), 1961 (26 gol)
- Capocannoniere del Campeonato Sudamericano de Football: 1

Ecuador 1959 (6 gol)
- Capocannoniere della Coppa Libertadores: 1

1963 (7 gol)